# Breda 20/65 Modello 1935
A Cannone-Mitragliera da 20/65 Modello 35 (Breda), vagy másik nevén a Breda Modello 35 egy 20 mm-es légvédelmi gépágyú volt, melyet az olasz Società Italiana Ernesto Breda of Brescia cég gyártott, alkalmazásra pedig a második világháború alatt került. 1932-ben tervezték, majd 1935-ben rendszeresítették az olasz hadseregnél. Egyike a második világháborúban az Olasz Királyság által bevetett két 20 mm-es légvédelmi gépágyúnak, a másik a 20 mm Scotti löveg volt. Mindkét fegyver a 20×138 mm B lőszert tüzelte.

## Tervezet
Kétfeladatú fegyvernek tervezték, mind légi, mind földi célpontok leküzdésére alkalmas volt. Bevethető volt könnyű harckocsik ellen is páncéltörő lövedékével, amely akár 30 milliméternyi páncéllemezt is átüthetett 500 méteres távolságból. Ellátták kétkerekes futóművel, de strukturális gyengeségei miatt maximális vontatási sebessége 20 km/h-ra korlátozódott, így gyakran inkább a teherautók platóján szállították. Lehetőség volt azonban a fegyver négy részre bontására, így öszvéren vagy akár gyalogos katonák által is szállíthatóvá vált.

## Alkalmazás

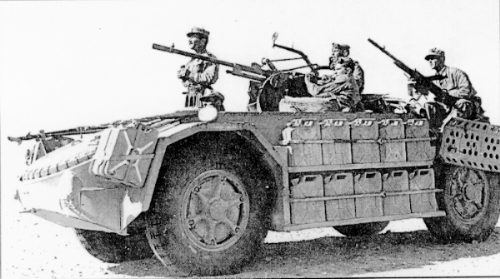
Az olasz Compagnie Auto-Avio-Sahariane század egyik AS.42 harcjárműje Breda 20/65 M35 gépágyúval felszerelve.

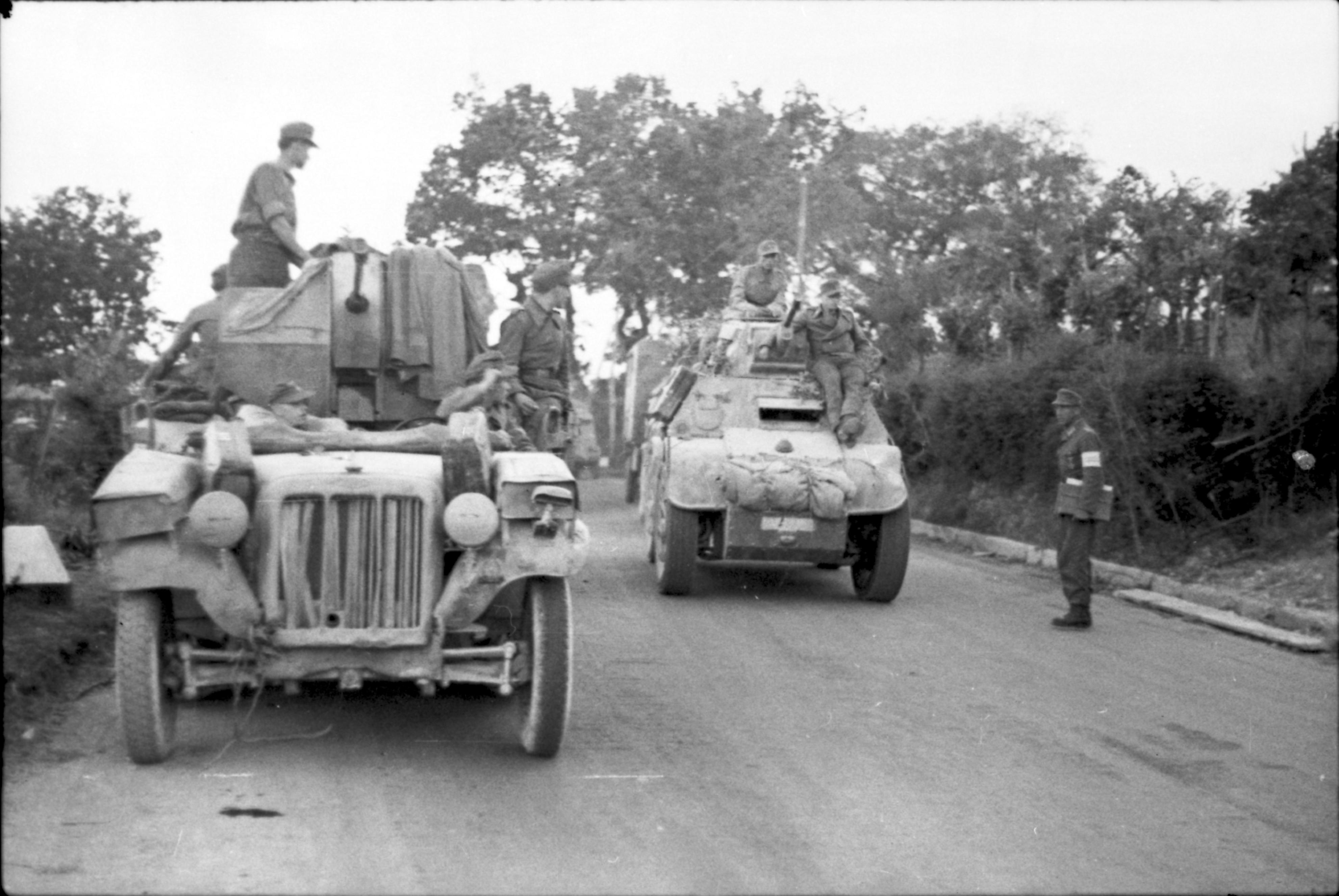
Az olasz AB 41 páncélautó fő fegyverzete egy Breda 20/65 M35 volt. A bal oldali jármű egy német Sd.Kfz. 10/5, melyre egy 20 mm-es FlaK 38 löveget helyeztek.

Légvédelmi gépágyús alkalmazása mellett több olasz gyártmányú jármű fő fegyveréül is szolgált. A spanyol polgárháború folyamán a nacionalisták négy német gyártmányú Panzer I harckocsit fegyvereztek át, hogy megnöveljék harcértéküket a republikánusok szovjet T–26-os harckocsijai ellen. Később a löveget beszerelték a Fiat L6/40-es harckocsiba és az AB 41-es páncélgépkocsiba. Továbbá a fegyvert fedélzeti gépágyúként is alkalmazták néhány MAS torpedónaszádon. A tengerészeti változat függőlegesen -10 és +90 fokos szögtartományban célozhatott a földi változat irányzékaival.
A téli háború kitörését követően Finnország 88 darab Breda löveget vásárolt az Olasz Királyságtól, melyekből az utolsó 1940 júniusában, az ideiglenes béke alatt érkezett meg. Ezekből öt a folytatólagos háború alatt megsemmisült. A finn haditengerészet által üzemeltetett négy olasz gyártmányú Jymy osztályú motoros torpedónaszádok mindegyike egy-egy 20 mm-es Breda löveggel volt felszerelve a hátsó fedélzeten.
Észak-Afrikában a Nemzetközösség erői az Operation Compass hadművelet alatt nagy számban zsákmányoltak a Breda Modello 35 lövegekből, lehetővé téve az ausztrál 2/3 Light Anti-Aircraft Regiment és a 106. (Lancashire Hussars) Regiment egyik ütegének felfegyverzését a típussal.
Zsákmányolt Breda gépágyúkat használt a Long Range Desert Group, az Ausztrál Királyi Haditengerészet és a Brit Királyi Haditengerészet néhány hajója, közöttük a HMAS Vendetta, HMAS Perth és a HMS Ladybird, és legalább egy Marmon-Herrington Mk II páncélgépkocsi.
A finn védelmi erők alkalmazásában 20 ItK/35 Breda hivatalos jelöléssel használták a fegyvert, még évtizedekkel a világháború után is kiképzési célokra hadrendben volt. 1985-ben még 76 darab löveg volt raktárkészleten, majd az évtized végére mindet kivonták a szolgálatból.

## Fordítás
- Ez a szócikk részben vagy egészben  a   Breda Model 35 című angol Wikipédia-szócikk ezen változatának fordításán alapul.  Az eredeti cikk szerkesztőit annak laptörténete sorolja fel. Ez a jelzés csupán a megfogalmazás eredetét és a szerzői jogokat jelzi, nem szolgál a cikkben szereplő információk forrásmegjelöléseként.